# Annika Holm
Annika Birgitta Holm, född 7 augusti 1937 i Östersund, är en svensk författare, journalist och dramatiker. 
Holm, som är dotter till lagman Nils Viklund och adjunkt Gida von Sydow, blev filosofie kandidat 1960, var journalist på Dagens Nyheter 1959–1972 och medlem av teatergruppen Glädje och Sorg 1972–1976. Hon debuterade med böcker om sin funktionshindrade dotter Vanna. Holms böcker finns översatta till tio språk. Hon har även haft uppdrag Bibliotekstjänsts granskningsnämnd för barn- och ungdomslitteratur. 
Annika Holm satt 1989–1998 på stol nr 16 i Svenska barnboksakademin och är numera hedersledamot.

## Priser och utmärkelser
- 1964 – Filmpennan
- 1989 – Astrid Lindgren-priset
- 1990 – Nils Holgersson-plaketten
- 1993 – BMF-Barnboksplaketten för Mod, Matilda Markström
- 2001 – Kulla-Gulla-priset